# Großbach (Wüstung)

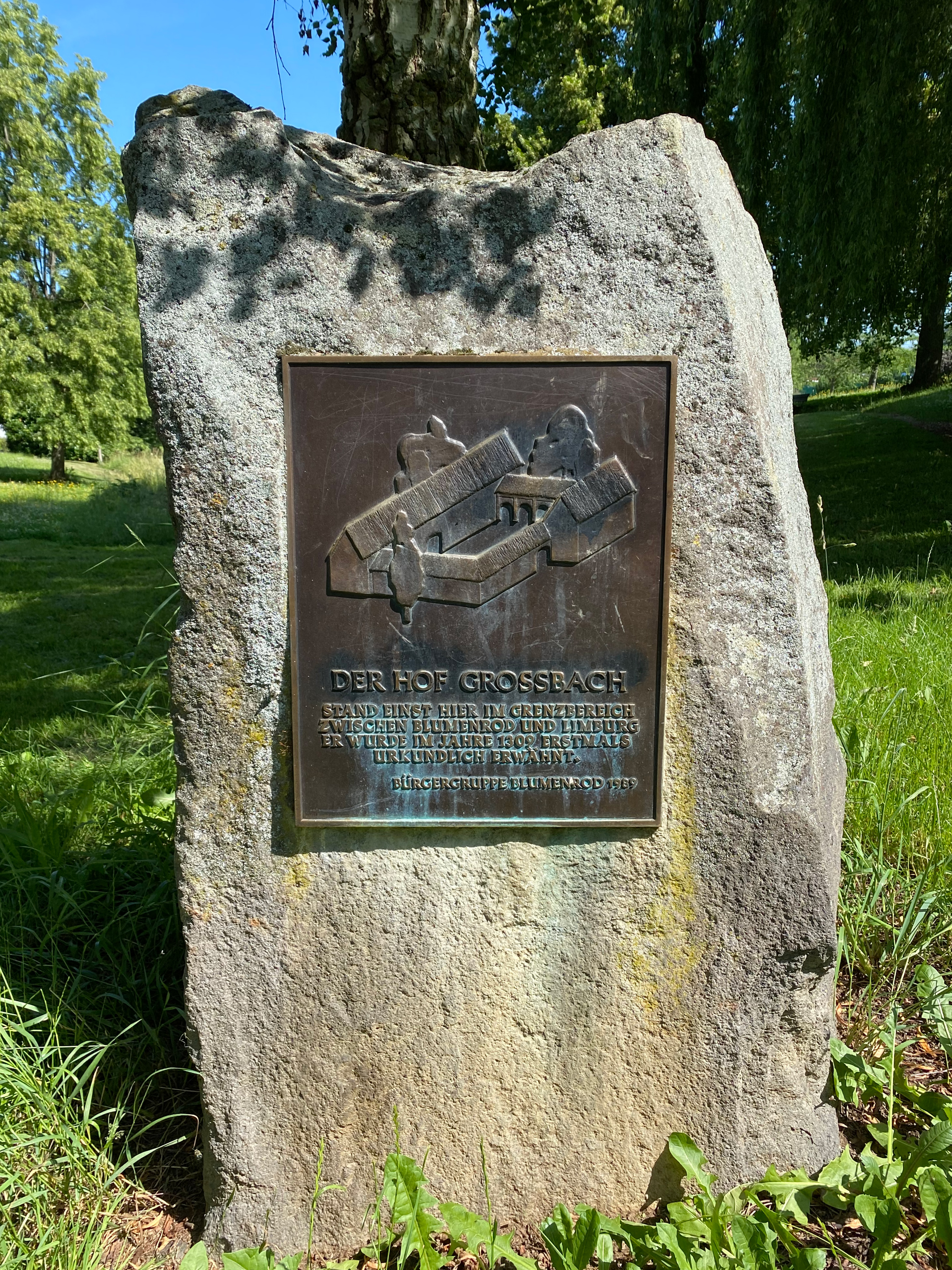
Gedenkstein zum Hof Großbach im Limburger Stadtpark

Großbach (auch Kreußbach, Krugisbach, Crugisborne, Crugispach, Crugespach, Crußbach, Krugeßbach, Crießbach) ist eine Wüstung am gleichnamigen Bach auf dem heutigen Gebiet der mittelhessischen Stadt Limburg an der Lahn.
Das Hofgut wurde 1345 von denen von Creuch an die von Brambach vererbt. Aus einem Regest des Georgstifts geht zudem hervor, dass in diesem Jahr Wigand von Kreuch Besitzer eines Landstücks am Hof Kreußbach war. 1304 erheben die Herren von Limburg einen Haferzins für ihre Kapelle St. Peter, für 1426 sind sie als Eigentümer nachgewiesen.
Letztmals erwähnt wurde der Hof Großbach 1728. Heute befindet sich an der Stelle der Stadtpark, der entlang des Großbachs angelegt wurde.